# باویل (روستا)
باویل یکی از روستاهای استان آذربایجان شرقی است که در دهستان باویل بخش مرکزی شهرستان اسکو واقع شده‌است.

تصویر دهیاری باویل علیا و دفتر شورای اسلامی

## تاریخچه و جغرافیا
روستای باویل واقع در جنوب غربی استان آذربایجان شرقی یکی از روستاهای آباد شهرستان اسکو می باشد با استناد به گفتهٔ قدما و آثار مشهود آن معلوم می‌شود که باویل قدمتی چندین هزار ساله دارد اما آنچه از این تاریخ بجا مانده این است که اسم باویل از "اویل" که یکی از نوادگان حضرت نوح بوده نشات گرفته است و نیز به دلیل قرار گرفتن در حوزهٔ آبریز دریاچهٔ ارومیه و عبور دو رود "اویل رود و باویل رود" نام باویل در آن گذاشته شده است. امامزاده حمزه، قبرستان قدیمی و چنار کنار مسجد جامع باویل از نشانه‌های بجا مانده از قدیمیت این روستا محسوب می شوند.

در سنگی قدیمی که در گذشته استفاده میشده است بعدها اکثر در های سنگی جای خود را به در چوبی دادند و امروزه در های فلزی جایگزین درهای چوبی شدند

حمالله مستوفی برخی از موارد یادشده و کمی بیشتر را در کتبش آورده که علاقه‌مندان جهت کسب اطلاعات بیشتر می توانند به نوشته‌های ایشان مراجعه نمایند.

مدرسه تجدید بنا شده در باویل که در ۱۳۱۸ خورشیدی افتاح شده بود

## تقسیمات
باویل به دو محله باویل سفلی و علیا تقسیم می شود.

## علم و فرهنگ
مقولهٔ علم و دانش از نخستین ایام در شهرستان اسکو جزء نهادینه‌ترین امور بوده و علاقه و اشتیاق جوانان آن برای ادامه و طی مراتب علم و دانش بسیار بالا بوده است. تا جایی که طبق جدیدترین سرشماری، در حال حاضر این روستا بیش از ۱۰۰ پزشک در رده‌ها و تخصص‌های مختلف دارا است و تقریبا می توان گفت همهٔ اهالی آن باسواد می باشند تا جایی که هیچ خانواده ای یافت نمی‌شود که در آن یک یا چند نفر معلم (فرهنگی) در سطوح مختلف وجود نداشته باشد.

## تعداد و بافت جمعیتی
جمعیت این روستا طبق جدیدترین سرشماری ۳۲۵۰ می باشد که شغل اثریت آنها کارمند در سطوح مختلف می‌باشد و تعداد کمی نیز به شغل مقدس کشاورزی و دامداری مشغول هستند. ضمناً تعداد رانندگان وسایط نقلیه سنگین این روستا نیز قابل توجه است.

## عکس‌ها
تصاویری از روستای باویل

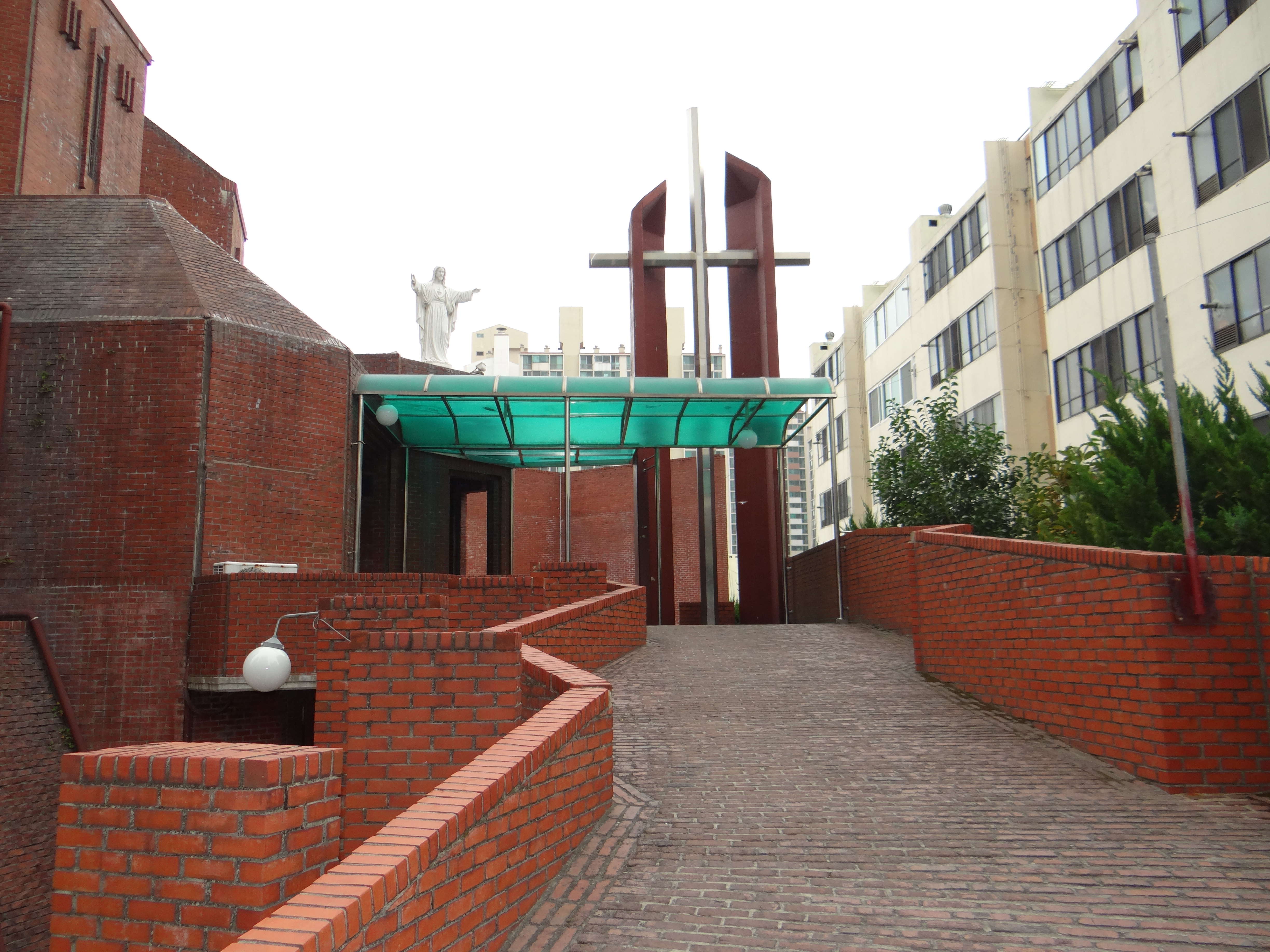
آبراهه اصغر اباد در باویل.
آبراهه در باویل.
در چوبی قدیمی .
داخل تونل قنات قدیمی در باویل.
انتهای قنات در روستا
تابلوی ورودی روستا
سنگ قبر قدیمی